# Cattolica
Cattolica je město a přímořské letovisko v Itálii na území regionu Emilia-Romagna v provincii Rimini. Nachází se u pobřeží Jaderského moře, asi 16 km severozápadně od Pesara, 19 km jihovýchodně od Rimini a asi 304 km severovýchodně od Říma. V březnu roku 2025 zde žilo 16 562 obyvatel. Původně (v roce 1861) zde žilo pouze přes dva tisíce obyvatel, počet obyvatel prudce rostl až do roku 1971, kdy se růst zastavil a počet obyvatel se začal držet v podobných hodnotách.
První písemná zmínka o Cattolice pochází z roku 1271. V roce 1313 je poprvé zmíněn kostel svatého Apolináře, podle sčítání lidu z roku 1376 byla tehdy Cattolica malou vesnicí s 25 focularii (focularium = rodinná jednotka s pracovní schopností).
V Cattolice se nachází pláž, která je chráněna četnými kamennými vlnolamy. Na západě města se nachází areál s mnoha akvárii. Je zde rovněž několik kostelů: kostel svatého Antonína Paduánského, farní kostel svatého papeže Pia V. a kostel svatého Apolináře.
Jižně od města prochází dálnice A14 a státní silnice SS16. Prochází tudy též železniční trať, zastávku na ní sdílí s obcemi Gabicce Mare a San Giovanni in Marignano. V ústí říčky Tavollo do moře je vybudován společný přístav pro Cattolicu a na ni přímo navazující obec Gabicce Mare, která se nachází na východ od říčky.
Zajímavostí je, že město bylo zmíněno v Božské komedii od Dante Alighieriho, konkrétně v části Peklo a zpěvu č. 28.
Sousedními městy jsou Misano Adriatico a Pesaro.